# Femina ridens
Femina ridens è un film del 1969 scritto e diretto da Piero Schivazappa.

## Trama

Philippe Leroy in un fotogramma del film.

Il dottor Sayer, stimato direttore di un istituto filantropico, nasconde una personalità misogina e sessuofoba a cui dà sfogo nei week-end, dedicandosi nella sua villa isolata a giochi sadici in compagnia di professioniste esperte nel soddisfare simili inclinazioni e inscenando la loro morte nei modi più fantasiosi.
Approfittando della visita di una sua dipendente, Mary, decide di passare dalla finzione alla realtà, imprigionando la donna e sottoponendola a torture fisiche e psicologiche, che culminano nella minaccia di ucciderla in modo atroce, come sostiene di aver già fatto molte volte mostrandole le foto delle presunte vittime precedenti.
Dopo aver portato la donna fino al punto di tentare il suicidio per sfuggire ai suoi tormenti, Sayer si rende conto di non essere in grado di ucciderla e di aver sviluppato nei suoi confronti un sentimento mai provato prima, quindi le rivela di non essere davvero un assassino e di essere interessato a lei. Mary si dichiara disposta a ricambiarlo ed aiutarlo a sviluppare un rapporto sano con le donne, ma queste non sono affatto le sue intenzioni: in realtà la donna non è mai stata una vittima, ha teso una trappola fin dall'inizio a Sayer, lasciandosi catturare di proposito e ora, dopo averlo costretto a mostrare la propria debolezza e avergli concesso un idillio di breve durata, lo uccide durante il rapporto sessuale, come l'uomo aveva sempre temuto.

## Produzione

La statua dalla vagina dentata.

### Cast
È il primo film italiano dell'attrice tedesca Dagmar Lassander, scelta dal regista dopo averla vista nell'erotico Andrea - Wie ein Blatt auf nackter Haut (1968).

### Scenografia
La grande statua di donna è la riproduzione dell'opera di Niki de Saint Phalle, Jean Tinguely e Per Olof Ultvedt. Gli elementi decorativi sono un omaggio a Claude Joubert, Plexus e Giuseppe Capogrossi.

## Critica
Il Dizionario Mereghetti definisce il film un «ambizioso e promettente esordio», ricco di idee di messa in scena, «una beffarda parabola quasi ferreriana sulla lotta tra i sessi, abile di volta in volta a dichiarare e negare la propria misoginia» che colpisce per «il suo tono gelido e al tempo stesso divertito», a cui giovano le musiche di Stelvio Cipriani.
Per il Dizionario Morandini è un «insolito apologo di ironica eleganza e di sana cattiveria misogina».
Marco Giusti nel suo Dizionario dei film italiani stracult lo definisce un «cultissimo erotico con pretese».